# Miss Montana USA

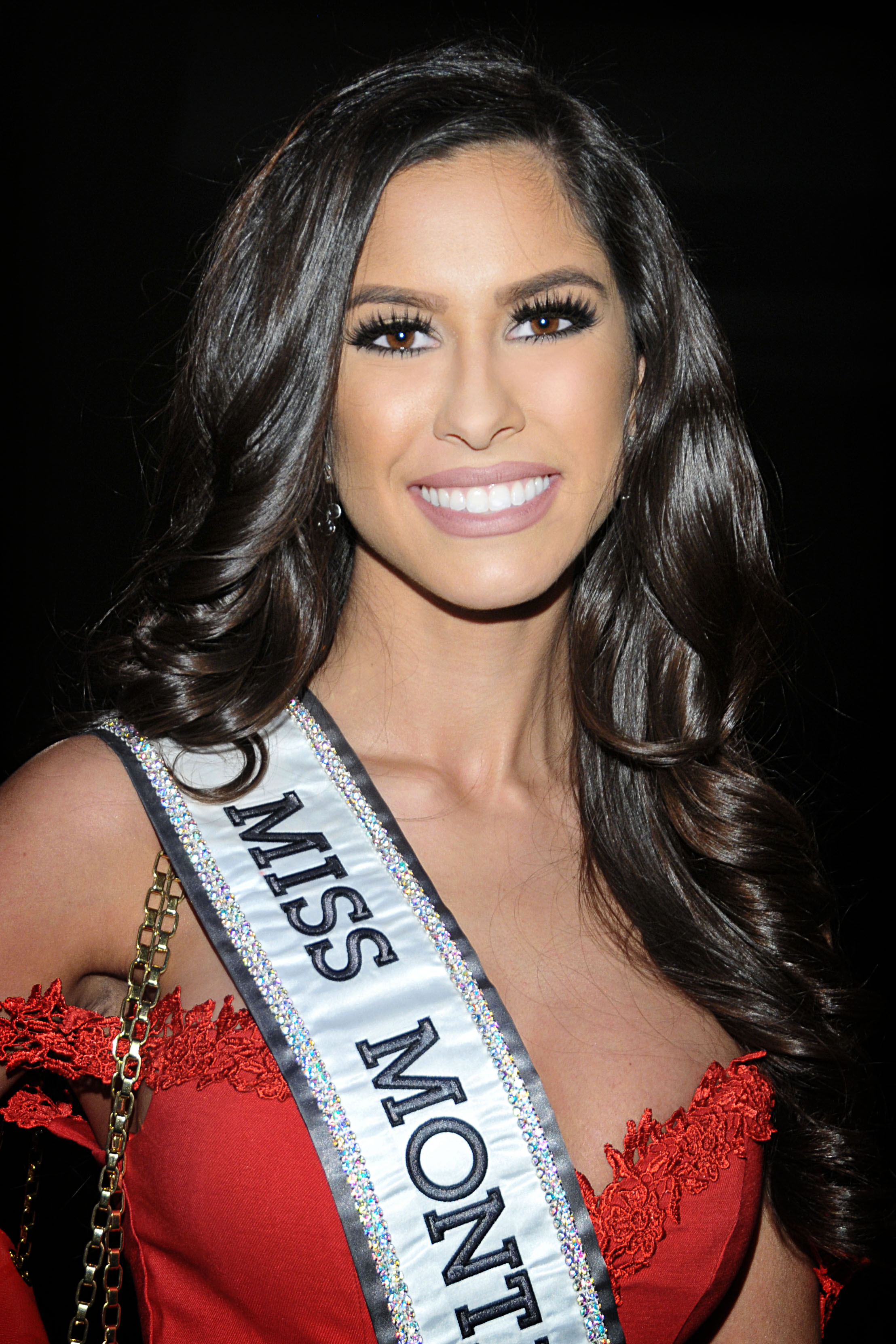
Sibahn Doxey, Miss Montana USA 2016

Miss Montana USA, est un concours de beauté féminin, destinée aux jeunes femmes de 17 à 27 ans domiciliées dans l'état du Montana, la gagnante du titre représente son état à l'élection de Miss USA.

## Les gagnantes
| Année     | Nom                     | Domicile       | Age1 | Classement à Miss USA   | Prix spéciaux à Miss USA | Notes |
| --------- | ----------------------- | -------------- | ---- | ----------------------- | ------------------------ | --- |
| 2024      | Shelby Dangerfield      | Billings       | 30   |                         |                          | |
| 2023      | Madyson Rigg            | Kalispell      | 26   |                         |                          | Participante à Miss Montana Teen USA 2014 |
| 2022      | Heather Lee O'Keefe     | Bozeman        | 25   |                         |                          | |
| 2021      | Jami Forseth            | Huntley        | 23   |                         |                          | Participante à Miss Montana Teen USA 2016 |
| 2020      | Merissa Underwood       | Bozeman        | 27   |                         |                          | |
| 2019      | Grace Zitzer            | Dillon         | 27   |                         |                          | |
| 2018      | Dani Walker             | Billings       | 27   |                         |                          | |
| 2017      | Brooke Bezanson         | Missoula       | 19   |                         |                          | |
| 2016      | Sibahn Doxey            | Frenchtown     | 22   |                         |                          | Participante à Miss Montana Teen USA 2011 |
| 2015      | Tahnee Peppenger        | Great Falls    | 26   |                         |                          | |
| 2014      | Kadie Latimer           | Kalispell      | 23   |                         |                          | |
| 2013      | Kacie West              | Kalispell      | 23   |                         |                          | Participante à Miss Montana 2010 |
| 2012      | Autumn Muller           | Harlowton      | 25   |                         |                          | Participante à Miss Montana Teen USA 2004 |
| 2011      | Brittany Wiser          | Bozeman        | 23   |                         |                          | Participante à Miss Montana 2009 |
| 2010      | Elizabeth Anne Anseth   | Billings       | 19   |                         |                          | |
| 2009      | Misti Vogt              | Kalispell      | 23   |                         |                          | |
| 2008      | Tori Wanty              | Shelby         | 21   |                         |                          | |
| 2007      | Stephanie Trudeau       | Saint Ignatius | 20   |                         | Miss Congénitale         | |
| 2006      | Jill McLain             | Havre          | 21   |                         |                          | |
| 2005      | Amanda Kimmel           | Billings       | 20   |                         |                          | Miss Earth USA 2005 and top 8 finalist at Miss Earth 2005, Survivor: China, Survivor: Micronesia, and Survivor: Heroes vs. Villains contestant. |
| 2004      | Molly Flynn             | Townsend       | 22   |                         |                          | |
| 2003      | Megan Monroe            | Missoula       | 22   |                         |                          | |
| 2002      | Meredith McCannel       | Billings       | 20   |                         | Miss Congénitale         | Miss Congénitale à National Sweetheart 2005 et Miss Congénitale à Miss Terre USA 2006                                                           |
| 2001      | CaCe Hardy              | Kalispell      | 18   |                         |                          | |
| 2000      | Brandi Bjorklund        | Bonner         |      |                         |                          | |
| 1999      | Michon Zink             |                |      |                         |                          | |
| 1998      | Reno Whittman           |                |      |                         |                          | |
| 1997      | Christin Didier         | Lewistown      | 24   |                         |                          | |
| 1996      | Tanya Pogatchnik        |                | 21   |                         |                          | |
| 1995      | Angela Janich           |                |      |                         |                          | |
| 1994      | Kelly Brown             |                |      |                         |                          | |
| 1993      | Kristen Anderson        | Columbia Falls |      |                         |                          | Participante à Miss Montana Teen USA 1988 |
| 1992      | Joy Estrada             |                |      |                         |                          | |
| 1991      | Joann Kayleen Jorgensen | Helena         |      |                         |                          | Miss Montana 1992 |
| 1990      | Kimberlee Burger        |                |      |                         |                          | |
| 1989      | Tammy Reiter            | Billings       |      |                         |                          | |
| 1988      | Kimberly Torp           | Missoula       |      |                         |                          | |
| 1987      | Constance Colla         | Great Falls    |      |                         |                          | |
| 1986      | Laurie Ryan             | Belgrade       |      |                         |                          | |
| 1985      | Julie Knox              | Columbus       |      |                         |                          | |
| 1984      | Kristi Ogren            | Frenchtown     |      |                         |                          | |
| 1983      | Barbara Bowman          | Great Falls    |      |                         |                          | |
| 1982      | Perri Stevenson         | Bozeman        |      |                         |                          | |
| 1981      | Cathi Jo Locati         | Billings       |      |                         |                          | |
| 1980      | Robbin English          | Great Falls    | 17   |                         | Miss Congénitale         | |
| 1979      | Jurrette Sindelar       | Billings       |      |                         |                          | |
| 1978      | Susan Riplett           | Bilings        |      |                         |                          | |
| 1977      | Theresa Rose Bajt       | Billings       | 21   |                         |                          | |
| 1976      | Teresa Jane Klaus       | Grreat Falls   | 23   |                         |                          | |
| 1975      | Suzanne DeMier          | Great Falls    |      |                         |                          | |
| 1974      | Carole Aalseth          | Billings       |      |                         |                          | |
| 1973      | Jeri Joy Shandorf       | Missoula       |      |                         |                          | |
| 1972      | Mitriann Popovich       | Butte          |      |                         |                          | |
| 1971      | Rebecca Thomas          | Billings       |      |                         |                          | |
| 1970      | Moreen Ann Murphy       | Helena         |      |                         |                          | |
| 1969      | Christina Jovin         | Missoula       |      |                         |                          | |
| 1968      | Kerry Barker            | Bilings        |      |                         |                          | |
| 1967      | Stevie Lahti            | Wolf Creek     |      |                         |                          | |
| 1966      | Carol Marie Boetcher    | Great Falls    |      |                         |                          | |
| 1965      | Patricia Bradford       |                |      |                         |                          | |
| 1961-1964 | Pas de concourt         |                |      |                         |                          | |
| 1960      | Joanne Lane             |                |      |                         |                          | |
| 1959      | Bar-beth Smith          |                |      |                         |                          | |
| 1958      | Sharon D. Tietjen       |                |      | Demi-finaliste (Top 15) |                          | |
| 1955-1957 | Pas de concours         |                |      |                         |                          | |
| 1954      | Dawn Oney               |                |      | Demi-finaliste (Top 20) |                          | |
| 1953      | Billie Jean Tyrrell     |                |      |                         |                          | |
| 1952      | Valerie Jackson         |                |      | Demi-finaliste (Top 10) |                          | |
| 1951      | Patricia McGinty        |                |      |                         |                          | |

1 Age durant le concourt de Miss USA

## Palmarès à l’élection Miss USA depuis 1952
- Miss USA :
- 1re dauphine :
- 2e dauphine :
- 3e dauphine :
- 4e dauphine :
- Top 5 :
- Top 10 : 1952
- Top 20 : 1958
- Top 30 : 1954
- Classement des états pour les 10 dernières élections :